# We're Not Gonna Take It (canción)
«We're Not Gonna Take It» -español: «No lo soportaremos»- es una canción de 1984 de la banda estadounidense de glam metal Twisted Sister.

## Historia
Fue escrita íntegramente por el cantante de la banda, Dee Snider. Originalmente se planeó su salida para el lanzamiento del EP Ruff Cuts pero la discográfica que lo editaría, Secret Records, quebró antes de que Snider fuera capaz de terminar la letra. Finalmente, en 1984, la canción fue editada en el álbum Stay Hungry, llegando al número #21 en las listas de Estados Unidos junto al otro sencillo, "I Wanna Rock". El primer sencillo contenía "We're Not Gonna Take It" del lado A con una versión en vivo del tema "The Kids Are Back" en el lado B, y luego con "You Can't Stop Rock 'n' Roll".
El tema de la canción habla acerca de no dejarse influir por fuerzas o entidades ajenas y seguir firme. El vídeo musical (el cual se emitió casi constantemente en su momento por la cadena mundial MTV) tenía cierto retrato de violencia contra los padres, a pesar de su naturaleza cómica característica de los videos de Twisted Sister. Este hecho llamó la atención del Parents Music Resource Center, quienes incluyeron al tema en la lista de canciones consideradas inconvenientes para los jóvenes de la época, criticándola por supuestos contenidos violentos. Dee Snider, quien se defendió firmemente en el encuentro con la PMRC al debatir por esta canción, explicó años más tarde que la idea del vídeo proyectaba las frustraciones de ir creciendo e intentaba demostrar empatía con chicos que atravesaban esas frustraciones al ser reprochados o sentirse abrumados por sus padres. 
La banda ha tocado la canción en todos los conciertos de su carrera desde entonces y es, hoy en día, un clásico de la historia del glam de los años 1980. Recientemente el canal VH1 la nombró en su especial de TV "Las 100 Mejores Canciones de los 80".

## Versiones
La banda chilena de hardcore punk Los Mox! realizó una versión de esta canción llamada "No lo aceptaremox". . Por otra parte, el grupo aragonés Los Berzas realizó otra versión de este tema de Twisted Sister, llamada "Me voy a Lumpiaque", y la banda Heredeiros da Crus hizo una versión titulada "Juele a cona, beibe". También fue realizada en una versión libre y en castellano por el grupo punk argentino Superuva. La versión se tituló "Revientan los parlantes". En 2012, el grupo de Freak Metal Gigatron hizo también una versión del tema, llamado "Heavy hasta la muerte".
En la serie animada Regular Show aparece la canción en el episodio "El video del karaoke".
En España comenzó a popularizarse en 1989, cuando en el programa de radio DiscoCross (presentado y dirigido por Mariano García) la gente comenzó a pedir la canción diciendo: "la de 'Huevos con Aceite... y jamón'". Del mismo modo, la canción es “versionada” satíricamente en América Latina con el coro "Huevos con aceite... y limón", llegándola a mencionar y a cantar en giras latinoamericanas por los propios integrantes de Twisted Sister.
La canción fue utilizada por el entonces candidato a la presidencia de Ecuador, Rafael Correa, en su campaña electoral 2006, con el título "Una sola vuelta".
En México se utilizó, para una campaña en contra la corrupción, por parte de la organización empresarial "Consejo de la Comunicación" (CC) en el 2007 El grupo musical Moderatto hizo el cover que se utilizó de promoción.